# Pieve Fissiraga
Pieve Fissiraga ist eine italienische Gemeinde mit 1753 Einwohnern (Stand 31. Dezember 2023) in der Provinz Lodi in der Region Lombardei.

## Ortsteile
Im Gemeindegebiet liegen neben dem Hauptort die Fraktion Casale Sant’Antonio-Europa, sowie die Wohnplätze Castagna, Gervasina, Malguzzana, Mascarina und Pezzolo.